# Дербаль, Амор
Амо́р Дерба́ль (фр. Ameur Derbal; 1 июля 1978, Кайруан, Тунис) — тунисский футболист, защитник.

## Биография

### Клубная карьера
Выступал за тунисские клубы: «Кайруан», «Эсперанс», «Олимпик» (Беджа), «Ла-Гулет-Крам» и ливийский «Ас-Суэхли». Летом 2006 года прибыл на просмотр в ФК «Харьков» вместе со своим соотечественником Хамди Марзуки, но контракт подписал только Дербаль. В чемпионате Украины дебютировал 23 июля 2006 года в матче против луганской «Зари» (2:2). В команде не смог закрепиться и вернулся на родину в клуб «Кайруан».

### Карьера в сборной
Выступал за юношескую и молодёжную сборную Туниса. Провёл 1 матч за национальную сборную Туниса.

## Достижения
- Чемпион Туниса (2): 2000/01, 2001/02
- Обладатель Суперкубка Туниса (1): 2001

## Личная жизнь
Женат.